# José de Medeiros Delgado

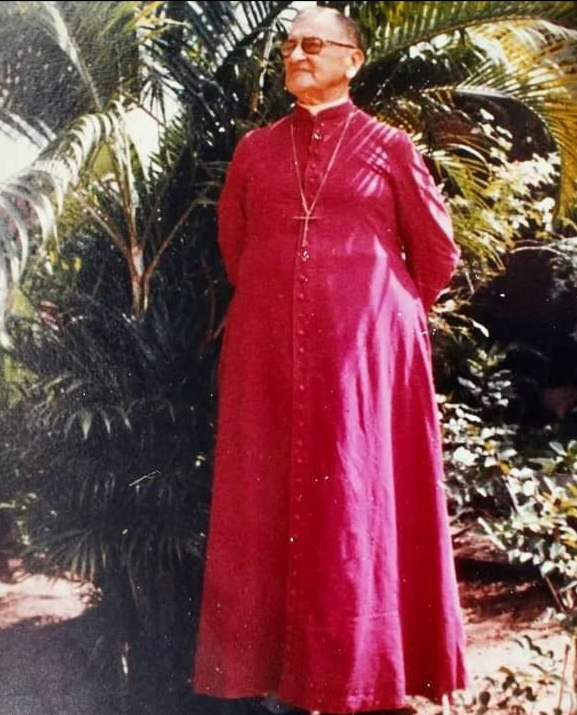
Erzbischof José de Medeiros Delgado

José de Medeiros Delgado (* 28. Juli 1905 in Pombal, Paraíba; † 9. März 1988 in Recife) war Erzbischof von Fortaleza.

## Leben

Erzbischofswappen

José de Medeiros Delgado trat 1918 ins Priesterseminar João Pessoa ein, setzte ab 1924 sein Theologie- und Philosophiestudium in Rom fort und empfing am 2. Juni 1929 die Priesterweihe.
Papst Pius XII. ernannte ihn am 15. März 1941 zum ersten Bischof des im November 1939 errichteten Bistums Caicó. Die Bischofsweihe spendete ihm am 29. Juni desselben Jahres Moisés Sizenando Coelho, Erzbischof von Paraíba. Mitkonsekratoren waren João da Matha de Andrade e Amaral, Bischof von Amazonas, und Marcolino Esmeraldo de Souza Dantas, Bischof von Natal. Am 4. September 1951 ernannte Pius XII. Medeiros zum Erzbischof von São Luís do Maranhão. Von 1962 bis 1965 nahm er am Zweiten Vatikanischen Konzil teil.
Papst Johannes XXIII. ernannte ihn am 10. Mai 1963 zum Erzbischof von Fortaleza. Zu Medeiros’ wichtigsten Leistungen gehörten dort der Wiederaufbau der Kathedrale sowie die Wiedereröffnung des regionalen Priesterseminars. Papst Paul VI. nahm am 26. März 1973 sein vorzeitiges Rücktrittsgesuch an.
José de Medeiros Delgado zog daraufhin nach Recife. Dort starb er 1988 im Alter von 82 Jahren, beigesetzt wurde er in der Kathedrale von Caicó.